# Katerina Izmajlova (film)
Katerina Izmajlova è un film del 1966 diretto da Michail Šapiro.

## Trama
È la trasposizione cinematografica dell'opera lirica Lady Macbeth del Distretto di Mcensk di Dmitrij Šostakovič.